# Musik in Namibia
Dieser Artikel gibt einen Überblick über die Musik, die sich im Gebiet des heutigen Namibia etabliert hat, insbesondere ihre Genres und wichtigsten Vertreter. Die namibische Musikbranche wird alljährlich im Rahmen der Namibian Annual Music Awards ausgezeichnet. Als Verwertungsgesellschaft dient die Namibia Society of Composers and Authors of Music (Nascam). Die namibische Musikindustrie befindet sich seit der Unabhängigkeit 1990 in der Aufbauphase. Nur wenige Musiker und Labels können ein Auskommen durch Musik generieren. Eine musikalische Ausbildung wird durch das College of the Arts, dem ehemaligen Konservatorium, angeboten.
Die Kommunikationsregulierungsbehörde von Namibia (CRAN) ist seit 2017 mit dem Aufbau einer Musikquote beschäftigt, wonach u. a. Hörfunksender einen Großteil ihrer Musik von namibischen Labels, Produzenten oder Musikern beziehen müssen. 

## Volksmusik
Traditionelle afrikanische Musik findet man in Namibia vor allem in kommunalen, ländlichen Gebieten im Rahmen von traditionellen Festen, Tänzen und kirchlichen Veranstaltungen (dann vor allem in Form von Gospel – vor allem vertreten durch Jackson Kaujeua). Bei den Nama gehören ein Musikbogen und ein Pluriarc zur Gesangsbegleitung. Ein Tanz mit Rohrflöten, über den während der Kolonialzeit berichtet wurde, ist verschwunden. Die Batswana verwenden die seltene, mit dem Bogen gestrichene einsaitige Schalenzither segankuru. Die Kavango kennen mehrere Trommeln zur Begleitung von Tänzen, eine Reibtrommel (ngoma nkhwita) und eine Schlitztrommel (chinkhuvu). In Ostcaprivi werden Xylophone mit Kalebassenresonatoren (silimba) und Lamellophone gespielt.

### Afrikaans
Afrikaanse Musik ist bei den Buren, Rehoboth Baster und auch Deutschnamibiern beliebt. Afrikaanssprachige namibische Pop-Musiker zählen zu den erfolgreichsten weltweit. Bekannte Vertreter sind Juanita du Plessis, Nianell, Riana Nel und Stefan Ludik.

### Deutsch

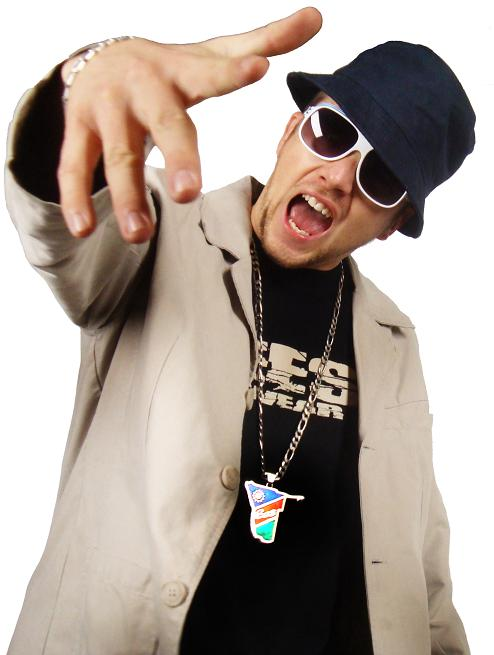
Ees

Deutschsprachige Musik spielt vor allem aufgrund des kleinen Heimatmarktes in Namibia eine untergeordnete Rolle. Ein eigenes deutschsprachiges Musikgenre in Namibia hat sich nicht entwickelt. Beliebt ist deutschsprachige Musik aus Deutschland. Vor allem Ees ist einer der wenigen deutschsprachigen Musiker in Namibia, der im deutschsprachigen Namslang singt.
Eine Besonderheit stellt das Südwesterlied, die inoffizielle Hymne der Deutschnamibier, dar. Der Swakopmunder Männergesangverein von 1902 ist wichtiger Vertreter deutscher Musik in Namibia.

### Maǀgaisa
MaǀgaisaKlicklaut ist der Originalname einer traditionellen Musikrichtung, die heutzutage vor allem als Damara Punch bekannt ist. Entwickelt wurde sie von denn Khoekhoegowab-sprechenden Damara. Bekannte Vertreter sind Stanley, ǃAubasen, Dixson, Damara Dikding und Phura Duwe.

### Nama-Musik
Die traditionelle Musik der Nama, AixanǀGanaǀObǂANS TSI ǁKhasigu, ist seit 2020 auf der Repräsentativen Liste des immateriellen Kulturerbes der Menschheit eingetragen.

### Oviritje
Die Herero spielen sogenannte oviritje (Konzerte). Hauptsprache bei solchen Konzerten ist Otjiherero. Als Erfinder des Oviritje gilt Kareke Henguva, der die Musik zusammen mit Kakazona Kavari, Meisie Henguva und Oomzulu Pietersen weiter entwickelte. Ihnen ist der Einsatz von Keyboards zu verdanken. Bekannte Vertreter sind The Wild Dogs, Okazera, Bullet ya Kaoko und Kakazona ua Kavari.

### Shambo
Shambo ist eine traditionelle Musik und Tanz der Oshiwambo-sprechenden Owambo. Shambo, oder eigentlich „Shambo Shakambode“ hat sich in jüngerer Zeit (etwa seit den 1990er Jahren) vor allem durch Yoba Valombola entwickelt. Der Einsatz von Gitarren spielt eine wichtige Rolle. Themen sind vor allem die Liebe, Geschichte, Frieden, Respekt und Einheit. Bekannte Vertreter sind Tunakie, Ama Daz Floor, D-Naff, Tate Buti und Janice.

## Popmusik
Zu den beliebten Popmusik-Genres in Namibia zählen Kwaito, Hip-Hop und Afropop.

### Kwaito
Kwaito zählt zu den beliebtesten und erfolgreichsten Musikgenres in Namibia. Es gilt als die einzige Musikrichtung im Land, mit der Geld zu verdienen ist. Die Jugend fühlt sich von den Texten besonders angesprochen. The Dogg, Gazza, Exit und Ees zählen zu den erfolgreichsten Kwaito-Künstlern des Landes.

### Reggae/Dancehall/AfroBeat
Dieses Musikgenre hat sich vor allem in den 1970er Jahren durch Ras Sheehama in Katutura entwickelt. Namibischer Reggae wird durch schnelle Beats charakterisiert, der durch Dancehall-Einflüsse vor allem jungen Hörern zugänglicher gemacht wird. Bekannte Vertreter sind Buju Bantuan und Ngatu.

### Rock ’n’ Roll/Rock
Rock ’n’ Roll hat sich seit den 1970er Jahren in Namibia etabliert. Die Vögel zählten zu den beliebtesten Bands in Namibia. Heutzutage ist Rock ’n’ Roll in Namibia vor allem auch im Hard Rock aufgegangen. Alljährlich findet das Namrock-Festival in Windhoek statt. Bekannte Bands sind Bedrock und Famaz Attak.

### Hip-Hop/Rap

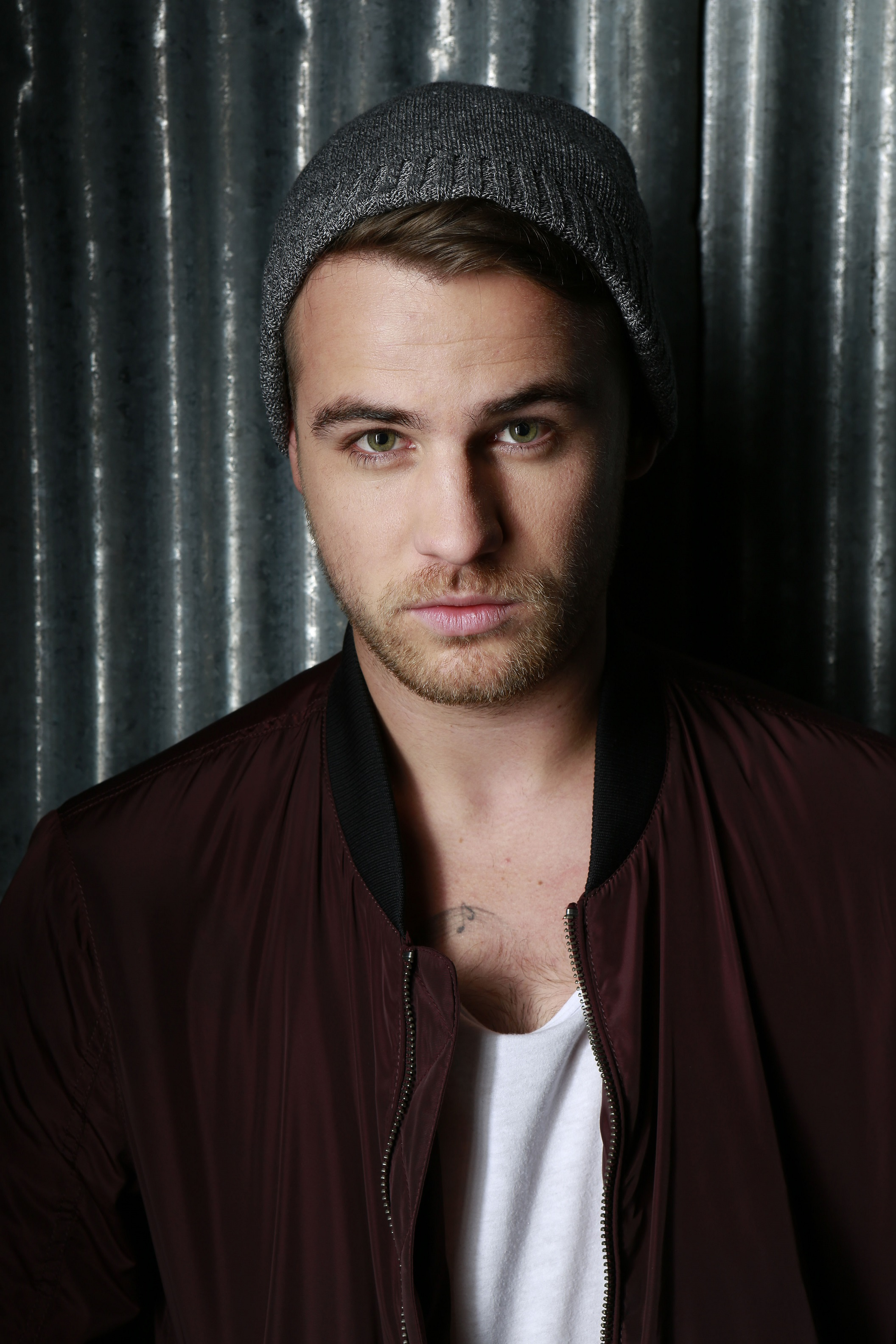
T-Zon

Hip-Hop spielt für die namibische Jugend eine wichtige Rolle. Erste Versuche in diesem Musikgenre machte die Band Dungeon Family. Zu den bekanntesten Vertreter im unabhängigen Namibia zählen Gal Level und Jericho. Einer der international erfolgreichsten namibischen Musiker ist Rapper T-Zon.

### R&B/Pop/Afropop
R&B ist seit den 1990er Jahren in Namibia populär. Viele der namibischen Interpreten haben afrikanische Einflüsse einfließen lassen und den Afropop entwickelt. Hierzu zählen unter anderem die Girlband Gal Level und Big Ben. Als einer der bekanntesten Afropop-Sänger und erfolgreichsten Musikern des Landes zählt Elemotho.

### House & Metal

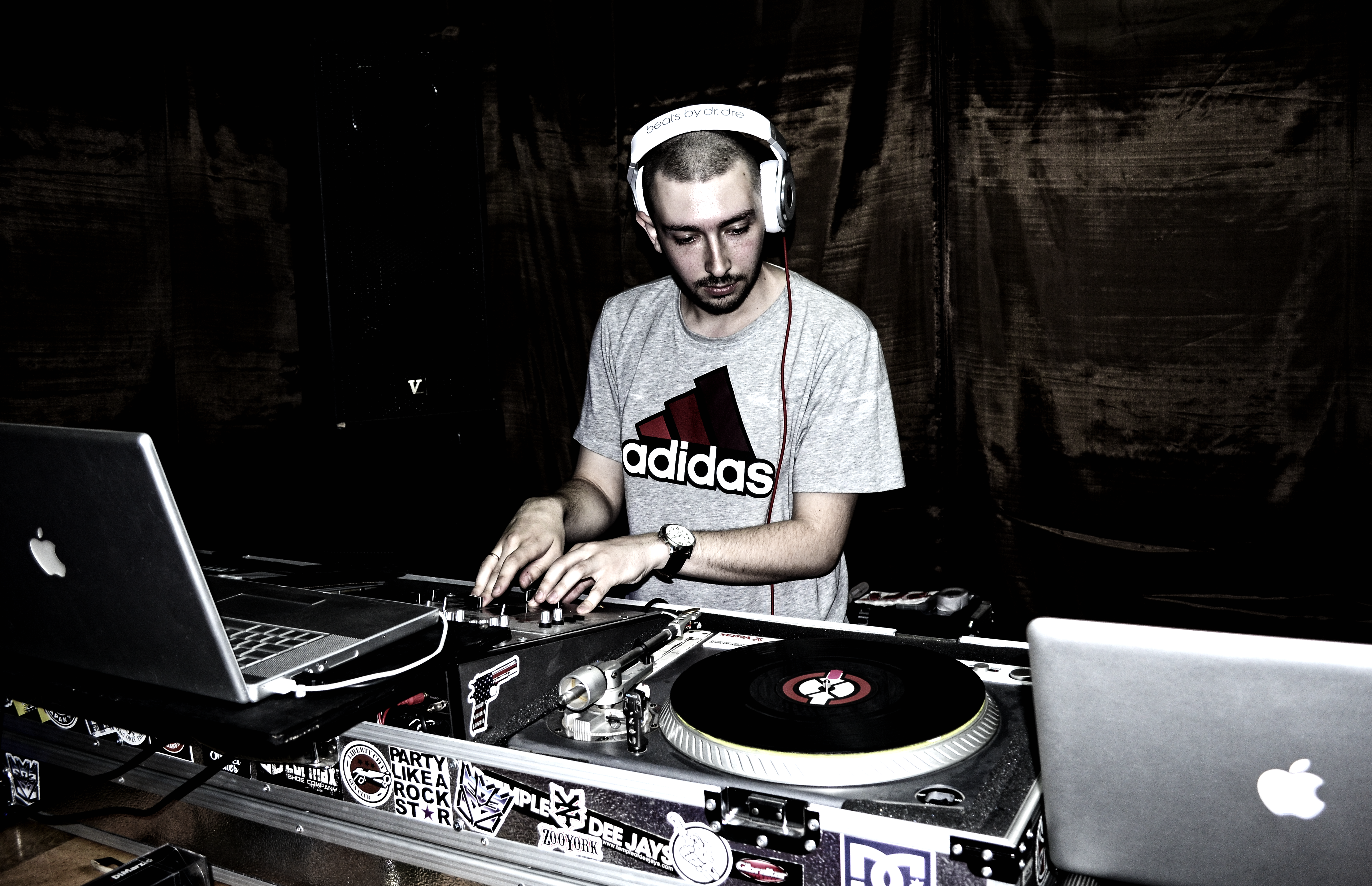
DJ Basoff

Unter anderem namibische DJ Pierre Pienaar ist bekannt für seine House-Produktionen. Metal wurde vor allem durch das Windhoek Metal Festival bekannt gemacht.  Zu den bekanntesten Vertretern zählt suBmission.

## Internationale Erfolge
Mit T-Zon (Platz 11 der Albumcharts in Deutschland und Platz 21 in Österreich im Jahr 2016) und Ees (Platz 7 der Singlecharts in Polen 2013) konnte zwei Deutschnamibier internationale Charterfolge feiern. Auch die namibisch-österreichische Sängerin Beate Baumgartner erzielte mit Shosholoza einen Charterfolg (Platz 69 der Singlecharts in Österreich 2003). Juanita du Plessis, Nianell, Riana Nel und Stefan Ludik haben zahlreiche Charterfolge in Südafrika gefeiert und zählen zu den besten ihres Genres.
Vaughn Ahrens zählt seit 2017 zu den erfolgreichsten namibischen Musikern. Er spielte 2019 eine erste Konzerttournee in Europa. 2022 tourte er durch die südafrikanische Provinz Gauteng.

## Musik
- Hitradio Namibia (Hrsg.): Die Besten Hits aus Namibia. Windhoek 2017.